# Informális oktatás
Az informális oktatás lényege, hogy a diákok játszva, feladatok, viták útján sajátítsák el az anyagot. A gyerekek egy jól sikerült óra után gondolataik támadnak a hallottakról.
Módszereit a világon sokfelé tanítják, ezek közé tartozik a vitaindítás és vezetés, az audiovizuális eszközök alkalmazása, és különböző játékos feladatok lebonyolítása, átírása egy-egy témára.
Az informális oktatás célja a gondolkodásra nevelés, a vitakultúra és a személyes megnyilatkozások fejlesztése. A gyerekek és az oktatók között közvetlenebb lesz a viszony, képesek lesznek a diákok nagyobb „közönség” előtt megnyilvánulni. Az órák interaktívak, bevonják a diákokat a tanulásba, így nem csak tanítanak, szórakoztatnak is, de egyúttal felkeltik a figyelmet. 
Az informális oktatás hátránya, hogy formája miatt nem képes ugyanakkora mennyiségű tananyag lexikális átadására, mint egy formális oktatással megtartott óra, úgy nevezett face to face módszerrel.
Az informális oktatással foglalkozó tanárok száma kevés hazánkban, de a Haver Alapítvány ezzel a módszerrel oktat középiskolás gyermekeket toleranciára. Nagyon fontos, hogy ezek a módszerek arra jók, hogy elkezdjünk egy beszélgetést, gondolkodást a témáról, nem a foglalkozás egészét teszik ki.

## Módszerek (példák)
- Négysarkos módszer: Bármely témánál felhasználható, ha vitát szeretnénk provokálni, hogy ezzel késztessük őket gondolkodásra. A falon a teremben ki vannak rakva papírlapokon képek, gondolatok, idézetek, állásfoglalások a témával kapcsolatban. A gyerekek választhatnak, mellyel értenek egyet, vagy melyikkel nem. Miután csoportokban leültek - a döntésük szerint - megvitatják, miért ezt választották (kis csoportokban jobban meg mernek nyilvánulni, az is megszólalhat, aki csendesebb, kevésbé aktív típus). Ezután érveket keresnek, amivel a többi csoportból társaikat meggyőzhetik a aját igazukról. A következő lépésben a csapatok egymás után elmonják az érveiket, de ha van közbeszólás, meghallgatják, hogy kialakulhasson a vita.
- Drámamódszer: Ez is minden esetben alkalmazható, de aktívabb osztályoknál, csoportoknál működik, mert itt szükség van a kreativitásra. A gyereket egy-egy szituációt, történetrészletet, vagy teljes történetet játszanak el egymásnak. _Itt is lehet csoportokat alakítani, szempontotkat, vicces feladatokat adni nekik, amivel megbonyolítjuk a dolgukat. Utána lehet beszélgetni róla, dilemmákat felvetni, amit téma megkíván.
- Szavakat adunk a diákok kezébe (papíron), majd egy feladatot is, ami sokféle lehet, például történet kitalálása, csoportosítás, idővonalon való elhelyezés.
- Vita: Két csapatot hozunk létre az álláspontok kiosztásával, vagy a gyerekek véleménye szerint (akik szerint igen, azok jobbra, akik szerint nem, azok balra álljanak). A Forrószékes vita lényege, hogy mindig egyvalaki vitatkozik a csoportból, a többiek hallgatják, és ha hozzáfűznivalójuk van, akkor tapssal leválthatják a vitatkozót. Ez nagyon dinamikusan tud működni, ha ráéreznek.

1. ↑  Haver Informális Zsidó Oktatási Közhasznú Alapítvány[halott link]